# Kaká
Ricardo Izecson dos Santos Leite (n. 22 aprilie 1982, Gama⁠(d), Districtul Federal, Brazilia), cunoscut sub numele de Kaká, este un fotbalist brazilian retras din activitate.
În 2003, Kaká s-a transferat la AC Milan contra sumei de 8.500.000€. În timp ce evolua la Milan, el a câștigat Balonul de Aur și premiul FIFA World Player of the Year în 2007. După acest succes, Kaká s-a transferat la Real Madrid contra sumei de 65.000.000€. La acel timp, acesta a fost al doilea cel mai scump transfer din istorie, fiind depășit doar de transferul de 75.000.000€ al lui Zinedine Zidane. După 4 sezoane petrecute în Spania, el s-a întors la AC Milan în 2013.
În anul 2017 s-a retras din activitate.

## Biografie
La 20 ani a suferit o fractură de coloană vertebrală, ca urmare a unui accident la piscină. Deși era în pericol să rămână paralizat definitiv, s-a însănătoșit complet. El a pus această însănătoșire pe seama divinității și de atunci donează o parte din veniturile sale bisericii.
În urma accidentului și-a dorit să devină pastor evanghelic, dar tatăl său a fost cel care l-a convins să-și continue drumul în fotbal.

## Cariera sportivă
Și-a început cariera la 8 ani la clubul FC São Paulo, făcându-și debutul la seniori în ianuarie 2001. A fost transferat în 2003 de AC Milan, proaspătă câștigătoare a Ligii Campionilor UEFA. În 2007 a primit premiul Balonul de Aur, și a câștigat cu clubul său AC Milan, Liga Campionilor UEFA, Supercupa Europei și Cupa Intercontinentală. În anul 2010, Kaka este transferat de către clubul milanez formației spaniole Real Madrid, pentru suma de 65.000.000€, deși clubul englez Manchester City oferea o sumă colosală de 150.000.000€ pentru câștigătorul Balonului de Aur. În cadrul formației madrilene devine titular, dar în scurt timp se accidentează și este nevoit să stea luni bune pe banca de rezerve. Ricardo Kaka rămâne printre cei mai talentați și cunoscuți jucători din Brazilia.

## Statistici carieră

### Club
La 1 iulie 2014.
| Club          | Sezon         | Ligă    | Ligă   | Ligă     | Cupă    | Cupă   | Cupă     | Continental1 | Continental1 | Continental1 | Altele2 | Altele2 | Altele2  | Total   | Total  | Total    |
| Club          | Sezon         | Meciuri | Goluri | Asisturi | Meciuri | Goluri | Asisturi | Meciuri      | Goluri       | Asisturi     | Meciuri | Goluri  | Asisturi | Meciuri | Goluri | Asisturi |
| ------------- | ------------- | ------- | ------ | -------- | ------- | ------ | -------- | ------------ | ------------ | ------------ | ------- | ------- | -------- | ------- | ------ | -------- |
| São Paulo     | 2001          | 27      | 12     | —        | 7       | 1      | —        | 5            | 0            | —            | 16      | 4       | —        | 55      | 17     | —        |
| São Paulo     | 2002          | 22      | 9      | —        | 9       | 6      | —        | —            | —            | —            | 17      | 8       | —        | 48      | 23     | —        |
| São Paulo     | 2003          | 10      | 2      | —        | 5       | 0      | —        | —            | —            | —            | 7       | 5       | —        | 22      | 7      | —        |
| São Paulo     | Total         | 59      | 23     | —        | 21      | 7      | —        | 5            | 0            | —            | 40      | 17      | —        | 125     | 47     | —        |
| Milan         | 2003–04       | 30      | 10     | 4        | 4       | 0      | 0        | 10           | 4            | 1            | 1       | 0       | 0        | 44      | 14     | 5        |
| Milan         | 2004–05       | 36      | 7      | 5        | 1       | 0      | 0        | 13           | 2            | 4            | 1       | 0       | 0        | 51      | 9      | 7        |
| Milan         | 2005–06       | 35      | 14     | 3        | 2       | 0      | 0        | 12           | 5            | 1            | —       | —       | —        | 49      | 19     | 5        |
| Milan         | 2006–07       | 31      | 8      | 6        | 2       | 0      | 0        | 15           | 10           | 5            | —       | —       | —        | 48      | 18     | 9        |
| Milan         | 2007–08       | 30      | 15     | 10       | 0       | 0      | 0        | 9            | 3            | 2            | 3       | 2       | 0        | 41      | 19     | 12       |
| Milan         | 2008–09       | 31      | 16     | 9        | 1       | 0      | 1        | 4            | 0            | 2            | —       | —       | —        | 36      | 16     | 10       |
| Milan         | Total         | 193     | 70     | 37       | 10      | 0      | 1        | 63           | 24           | 15           | 5       | 2       | 0        | 270     | 95     | 46       |
| Real Madrid   | 2009–10       | 25      | 8      | 6        | 1       | 0      | 0        | 7            | 1            | 2            | —       | —       | —        | 33      | 9      | 8        |
| Real Madrid   | 2010–11       | 14      | 7      | 5        | 3       | 0      | 0        | 3            | 0            | 1            | —       | —       | —        | 20      | 7      | 6        |
| Real Madrid   | 2011–12       | 27      | 5      | 9        | 4       | 0      | 0        | 8            | 3            | 5            | 1       | 0       | 0        | 40      | 8      | 14       |
| Real Madrid   | 2012–13       | 19      | 3      | 3        | 2       | 1      | 0        | 6            | 1            | 1            | 0       | 0       | 0        | 27      | 5      | 4        |
| Real Madrid   | Total         | 85      | 23     | 23       | 10      | 1      | 0        | 24           | 5            | 10           | 1       | 0       | 0        | 120     | 29     | 32       |
| Milan         | 2013–14       | 30      | 7      | 4        | 1       | 0      | 0        | 6            | 2            | 1            | —       | —       | —        | 37      | 9      | 5        |
| Milan         | Total         | 30      | 7      | 4        | 1       | 0      | 0        | 6            | 2            | 1            | 0       | 0       | 0        | 37      | 9      | 5        |
| Total carieră | Total carieră | 368     | 123    | 64       | 42      | 8      | 1        | 97           | 30           | 26           | 46      | 19      | 1        | 551     | 179    | 92       |

1Include Copa Mercosul, UEFA Champions League and UEFA Cup

2Include Campeonato Paulista, Torneio Rio – São Paulo, Supercoppa Italiana, Supercopa de España, UEFA Super Cup, Intercontinental Cup and FIFA Club World Cup

### Internațional
La 8 aprilie 2014.
| Brazilia | Brazilia | Brazilia |
| An       | Meciuri  | Goluri   |
| -------- | -------- | -------- |
| 2002     | 5        | 1        |
| 2003     | 10       | 5        |
| 2004     | 8        | 3        |
| 2005     | 13       | 3        |
| 2006     | 11       | 5        |
| 2007     | 12       | 5        |
| 2008     | 3        | 1        |
| 2009     | 13       | 3        |
| 2010     | 7        | 1        |
| 2012     | 3        | 2        |
| 2013     | 2        | 0        |
| Total    | 87       | 29       |

### Goluri internaționale
| #   | Data       | Stadion                                  | Oponent                    | Scor | Rezultat | Competiție                                             |
| --- | ---------- | ---------------------------------------- | -------------------------- | ---- | -------- | ------------------------------------------------------ |
| 1.  | 2002-03-07 | Cuiabá, Brazilia                         | Islanda                    | 6–1  | Victorie | Meci amical                                            |
| 2.  | 2003-07-19 | Miami, Florida, Statele Unite            | Columbia                   | 2–0  | Victorie | CONCACAF Gold Cup 2003                                 |
| 3.  | 2003-07-19 | Miami, Florida, Statele Unite            | Columbia                   | 2–0  | Victorie | CONCACAF Gold Cup 2003                                 |
| 4.  | 2003-07-23 | Miami, Florida, Statele Unite            | Statele Unite ale Americii | 2–1  | Victorie | CONCACAF Gold Cup 2003                                 |
| 5.  | 2003-09-07 | Barranquilla, Columbia                   | Columbia                   | 1–2  | Victorie | Calificările pentru Campionatul Mondial de Fotbal 2006 |
| 6.  | 2003-10-11 | Curitiba, Brazilia                       | Uruguay                    | 3–3  | Remiză   | Calificările pentru Campionatul Mondial de Fotbal 2006 |
| 7.  | 2004-04-28 | Budapesta, Ungaria                       | Ungaria                    | 1–4  | Victorie | Meci amical                                            |
| 8.  | 2004-10-10 | Maracaibo, Venezuela                     | Venezuela                  | 2–5  | Victorie | Calificările pentru Campionatul Mondial de Fotbal 2006 |
| 9.  | 2004-10-10 | Maracaibo, Venezuela                     | Venezuela                  | 2–5  | Victorie | Calificările pentru Campionatul Mondial de Fotbal 2006 |
| 10. | 2005-03-27 | Goiânia, Brazilia                        | Peru                       | 1–0  | Victorie | Calificările pentru Campionatul Mondial de Fotbal 2006 |
| 11. | 2005-06-29 | Frankfurt, Germania                      | Argentina                  | 4–1  | Victorie | Cupa Confederațiilor FIFA 2005                         |
| 12. | 2005-11-10 | Abu Dhabi, Emiratele Arabe Unite         | Emiratele Arabe Unite      | 0–8  | Victorie | Meci amical                                            |
| 13. | 2006-06-04 | Geneva, Elveția                          | Noua Zeelandă              | 4–0  | Victorie | Meci amical                                            |
| 14. | 2006-06-13 | Berlin, Germania                         | Croația                    | 1–0  | Victorie | Campionatul Mondial de Fotbal 2006                     |
| 15. | 2006-09-03 | Londra, Anglia                           | Argentina                  | 3–0  | Victorie | Meci amical                                            |
| 16. | 2006-10-10 | Stockholm, Suedia                        | Ecuador                    | 2–1  | Victorie | Meci amical                                            |
| 17. | 2006-11-15 | Basel, Elveția                           | Elveția                    | 1–2  | Victorie | Meci amical                                            |
| 18. | 2007-03-24 | Göteborg, Suedia                         | Chile                      | 4–0  | Victorie | Meci amical                                            |
| 19. | 2007-09-12 | Foxborough, Massachusetts, Statele Unite | Mexic                      | 3–1  | Victorie | Meci amical                                            |
| 20. | 2007-10-17 | Rio de Janeiro, Brazilia                 | Ecuador                    | 5–0  | Victorie | Calificările pentru Campionatul Mondial de Fotbal 2010 |
| 21. | 2007-10-17 | Rio de Janeiro, Brazilia                 | Ecuador                    | 5–0  | Victorie | Calificările pentru Campionatul Mondial de Fotbal 2010 |
| 22. | 2007-11-18 | Lima, Peru                               | Peru                       | 1–1  | Remiză   | Calificările pentru Campionatul Mondial de Fotbal 2010 |
| 23. | 2008-10-11 | San Cristóbal, Venezuela                 | Venezuela                  | 4–0  | Victorie | Calificările pentru Campionatul Mondial de Fotbal 2010 |
| 24. | 2009-06-06 | Montevideo, Uruguay                      | Uruguay                    | 4–0  | Victorie | Calificările pentru Campionatul Mondial de Fotbal 2010 |
| 25. | 2009-06-15 | Bloemfontein, Africa de Sud              | Egipt                      | 4–3  | Victorie | Cupa Confederațiilor FIFA 2009                         |
| 26. | 2010-06-07 | Dar es Salaam, Tanzania                  | Tanzania                   | 1–5  | Victorie | Meci amical                                            |
| 27. | 2012-10-11 | Malmö, Suedia                            | Irak                       | 6–0  | Victorie | Meci amical                                            |
| 28. | 2012-10-16 | Wrocław, Polonia                         | Japonia                    | 4–0  | Victorie | Meci amical                                            |

## Palmares

### Club
São Paulo
- Torneio Rio-São Paulo: 2001

Milan
- Serie A: 2003–04
- Supercoppa Italiana: 2004
- Liga Campionilor UEFA: 2006–07
- Supercupa Europei: 2007
- Campionatul Mondial al Cluburilor FIFA: 2007

Real Madrid
- La Liga: 2011–12
- Copa del Rey: 2010–11
- Supercopa de España: 2012

### Națională
- Campionatul Mondial de Fotbal: 2002
- Cupa Confederațiilor FIFA: 2005, 2009

### Individual
- Revista Placar Bola de Ouro: 2002
- Campeonato Brasileiro Bola de Prata (best player by position): 2002
- CONCACAF Gold Cup Best XI: 2003
- Serie A Foreign Footballer of the Year: 2004, 2006, 2007
- Serie A Footballer of the Year: 2004, 2007
- UEFA Champions League Bronze Top scorer: 2005–06
- UEFA Champions League Best Midfielder: 2005
- UEFA Team of the Year: 2006, 2007,2009
- FIFPro World XI: 2006, 2007, 2008
- Pallone d'Argento: 2006–07
- UEFA Champions League Top Scorer: 2006–07
- UEFA Champions League Best Forward: 2006–07
- UEFA Club Footballer of the Year: 2006–07
- FIFPro World Player of the Year: 2007
- Ballon d'Or: 2007
- FIFA Club World Cup Golden Ball: 2007
- Toyota Award: 2007
- FIFA World Player of the Year: 2007
- Onze d'Or: 2007
- World Soccer Player of the Year: 2007
- IFFHS World's Best Playmaker: 2007
- IAAF Latin Sportsman of the Year: 2007
- Time 100: 2008, 2009
- Maracanã Hall of Fame: 2008
- Samba d'Or: 2008
- FIFA Team of the Year: 2008
- FIFA Confederations Cup Golden Ball: 2009
- FIFA Confederations Cup Best XI: 2009
- Marca Leyenda: 2009
- FIFA World Cup Top Assister : 2010